# Zalewo
Pour les articles homonymes, voir Zalewo (homonymie).
Zalewo est une ville de Pologne, située au nord du pays, dans la voïvodie de Varmie-Mazurie. Elle est le chef-lieu de la gmina de Zalewo, dans le powiat d'Iława.

## Histoire
De 1818 à 1945, Saalfeld fait partie de l'arrondissement de Mohrungen (de) dans la province de Prusse-Orientale.